# Vườn quốc gia Pieljekaise
Vườn quốc gia Pieljekaise là một vườn quốc gia nằm cách thị trấn Jäkkvik khoảng 10 km (6 dặm) về phía nam, Lappland, Thụy Điển. Vườn quốc gia này phần lớn diện tích là một khu rừng bạch dương và Kungsleden là con đường mòn chính để đi tham quan khu vực.
Với diện tích 153,43 km² (15.340 ha) nó được thành lập vào năm 1909, là một trong số 9 vườn quốc gia đầu tiên của Thụy Điển và cả châu Âu. Gần đó về phía bắc là vườn quốc gia Sarek và Padjelanta.

## Tên
Tên của vườn quốc gia xuất phát từ núi Pieljekaise, trong tiếng Sami là Bieljijgájse có nghĩa là núi tai.

## Địa chất
Vườn quốc gia nằm trên một khu vực giữa của dãy núi Scandinavia. Pieljekaise là đỉnh núi cao 1138 mét cũng là điểm cao nhất tại vườn quốc gia chi phối cảnh quan nơi đây.

## Tự nhiên
Tính năng chính của vườn quốc gia này chính là diện tích lớn của khu rừng bạch dương, chiếm tới 101 trên tổng diện tích 153,43 km². Cùng với đó, loài Trollius europaeus lan rộng khắp khu vực, kể cả là những vùng đất nghèo dinh dưỡng hơn.
Về động vật, nó bao gồm một số loài động vật quý hiếm như chồn sói, gấu, cáo Bắc Cực, đại bàng và cắt Bắc Cực.